# 少数人权利
少数人权利涵蓋兩個不同的概念，一方面是指在種族、血統、社會階級、宗教、語言或性別上屬於少數群體的人之個人權利，另一方面是指這些少數群體的集體權利。少数人权利也可以是指在決定中屬於少數一方的人的權利。
民權運動的目標，通常是要確保人們不會因為是少數群體的一份子而被剝削其個人的公民權利。這些運動包括全球的女權運動、LGBT權利運動，以及世界各地的少數族裔人權運動（譬如非裔美國人民權運動）。

## 國際及各國法律保障
最早通過並頒佈少數人權利法案的，是正處於革命中的匈牙利的國會，當時是1849年7月。到了1867年，少數人權利也在奧地利的法律裡得以成文化。對於各民族、宗教、語言方面的少數群體以及各地的原住民而言的少數人權利，是國際人權法的必要組成部分。少數人權利和兒童權利、女權、難民權一樣，也是為了保障一些處於社會弱勢或邊緣地位的群體而設立的法律體系，目的是讓他們能達至平等的地位、免受迫害。聯合國的防止及惩治灭绝种族罪公约是二戰后第一項用以保障少數群體的國際公約，旨在使其免卻遭受生存上最大的威脅。
之後同樣有訂定少數權利的人權標準包括：《公民权利和政治权利国际公约》（第二十七條）、聯合國的《在民族或族裔、宗教和語言上屬於少數群體的人的權利宣言》、兩項歐洲委員會條約（分別是《保護國內少數民族架構條約》和《欧洲区域或少数民族语言宪章》），以及欧洲安全与合作组织于1990年發佈的《哥本哈根文件》（Document of the Copenhagen Meeting of the CSCE）。
少數人權利包含以下幾方面：保障該等人士得以生存、讓其免於遭受歧視和迫害、認同其身份並加以宣揚，以及保障其政治參與權。對於LGBT人士權利的保障，國際人權專家提出了日惹原則；至於身心障礙者權利方面，也已獲聯合國大會通過。
為了保護少數人權利，有許多國家都訂立了具體的法律，或設立專門的委員會、申訴專員等來處理相關事宜，例如匈牙利國會設有民族及少數族裔申訴專員。
雖然聯合國最初視原住民為少數民族的一種，但現時已有越來越多的國際法是特地為原住民而訂立的，當中有國際勞工組織的《第169號公約》（即《原住民和部落人民公約》），以及2007年9月14日通過的聯合國原住民族權利宣言。
1992年聯合國大會通過在民族或族裔、宗教和語言上屬於少數群體的人的權利宣言。
2008年，有一份關於LGBT權利的宣言獲呈交至聯合國大會審議，而聯合國人權理事會於2011年就通過了有關LGBT權利的決議（詳見聯合國性傾向與性別認同議題）。
另外有很多政治團體也因顧及到少數人權利而實施了像平權法案這樣的政策，或在協商民主制度下確保少數意見同樣獲得充份反映。

## 歐盟對少數民族的法律保障
歐盟本身及其委員會所訂的法律，在保障少數民族方面所扮演的角色到目前為止還是很有限，但保障人權方面十分普遍。歐盟過去所依賴的是一般的國際法，以及另外一種歐洲地區體系的國際法（基於歐洲委員會、歐洲安全與合作組織等），而在必要時會跟隨這些法律的慣例。不過自從1990年代起出現“歐洲一體化但去經濟化”的現象，便開始令這個狀況改變。對少數民族的保障變得與政治息息相關。
截至2009年，雖然對少數民族的保障還未成為獲歐盟普遍接受、受法律規範的原則，但在幾項法案裡都有提到少數民族。在對外關係方面，保障少數民族已成為和歐盟合作或要求加入某些協議時的主要考慮因素。